# Aserbaidschanischer Fußballpokal 1996/97
Der Aserbaidschanischer Fußballpokal 1996/97 war die sechste Austragung des Pokalwettbewerbs im Fußball in Aserbaidschan. Pokalsieger wurde FK Kəpəz, der sich im Finale gegen den FK Khazri Buzovna mit 1:0 durchsetzte. Kəpəz qualifizierte sich durch den Sieg für den Europapokal der Pokalsieger 1997/98.

## Modus
Bis zum Halbfinale wurden die Sieger in Hin- und Rückspiel ermittelt. Bei Torgleichstand in beiden Spielen zählte zunächst die größere Zahl der auswärts erzielten Tore; gab es auch hierbei einen Gleichstand, wurde das Rückspiel verlängert und ggf. ein Elfmeterschießen zur Entscheidung ausgetragen. Ab dem Viertelfinale wurde bei Gleichstand der Sieger in einem Entscheidungsspiel ermittelt.

## Teilnehmer
| Premyer Liqası (15) | Premyer Liqası (15) | Birinci Divizionu (17) Gruppe A000000000000000Gruppe B                                                                                               | Birinci Divizionu (17) Gruppe A000000000000000Gruppe B | Regionalliga (2)                 |
| --- | --- | --- | --- | -------------------------------- |
| - Neftçi Baku PFK - FK Qarabağ Ağdam - FK Khazri Buzovna - PFK Turan Tovuz - FK Sumqayıt - FK Kəpəz - FK Fǝrid Baku - FK Pambiqçi Bərdə | - Baku Fəhləsi Maştağa FK - FK Viləs Masallı - MOİK Baku PFK - FK Şəmkir - FK Kür-Nur Mingəçevir - Polis Akademiyasi Baku FK - FK Pambıqçı Neftçala | - FK Kürmük Qax - FK Çinar Göyçay - FK Gertal-95 Baku - OİK-Göyəzən Qazax - FK Gənclik Yevlax - FK Suqovuşan Sabirabad - AZAL Baku - FK Şirvan Ağdaş | - FK Qum adası - Araz Baku PFK - FK Bərəkət Dəvəçi - FK Ümid Cəlilabad - FK Şahdağ Quba - FK Plastik Salyan - FK Xəzər Lənkəran - FK Rəvan Mehdiabad - Naxçıvan Baku | - FK Samir Baku - FK Səfəq Samux |

## 1. Runde
In dieser Runde nahmen drei Zweitligisten und ein Drittligist teil.
|                         | Gesamt |                        | Hinspiel | Rückspiel |
| ----------------------- | ------ | ---------------------- | -------- | --------- |
| FK Rəvan Mehdiabad (II) | 1:4    | FK Çinar Göyçay (II)   | 1:2      | 00:3 1    |
| FK Səfəq Samux (III)    | 0:6    | FK Ümid Cəlilabad (II) | 00:3 1   | 00:3 1    |

## 2. Runde
Teilnehmer: Die zwei Sieger der 1. Runde, fünfzehn Erstligisten, vierzehn weitere Zweitligisten und ein weiterer Drittligist.
|                             | Gesamt |                               | Hinspiel | Rückspiel |
| --------------------------- | ------ | ----------------------------- | -------- | --------- |
| FK Plastik Salyan (II)      | 0:6    | MOİK Baku PFK (I)             | 0:3      | 00:3 3    |
| Araz Baku PFK (II)          | 1:8    | Neftçi Baku PFK (I)           | 1:3      | 0:5       |
| FK Qum adası (II)           | 1:0    | FK Viləs Masallı (I)          | 0:0      | 1:0       |
| FK Şahdağ Quba (II)         | 1:6    | FK Qarabağ Ağdam (I)          | 1:3      | 00:3 3    |
| Naxçıvan Baku (II)          | 2:4    | FK Samir Baku (III)           | 2:2      | 0:2       |
| FK Kürmük Qax (II)          | 0:4    | FK Sumqayıt (I)               | 0:1      | 00:3 3    |
| FK Suqovuşan Sabirabad (II) | 1:5    | FK Kəpəz (I)                  | 1:2      | 00:3 3    |
| FK Çinar Göyçay (II)        | 2:4    | Polis Akademiyasi Baku FK (I) | 2:2      | 0:2       |
| FK Şəmkir (I)               | 0:6    | FK Bərəkət Dəvəçi (II)        | 00:3 2   | 00:3 2    |
| OİK-Göyəzən Qazax (II)      | 0:5    | PFK Turan Tovuz (I)           | 0:2      | 00:3 3    |
| AZAL Baku (II)              | 1:8    | FK Fǝrid Baku (I)             | 1:3      | 0:5       |
| FK Şirvan Ağdaş (II)        | 1:9    | FK Pambiqçi Bərdə (I)         | 1:6      | 00:3 3    |
| FK Xəzər Lənkəran (II)      | 2:7    | Baku Fəhləsi Maştağa FK (I)   | 2:2      | 0:5       |
| FK Gənclik Yevlax (II)      | 1:4    | FK Pambıqçı Neftçala (I)      | 1:1      | 00:3 3    |
| FK Gertal-95 Baku (II)      | 0:6    | FK Kür-Nur Mingəçevir (I)     | 0:2      | 0:4       |
| FK Ümid Cəlilabad (II)      | 2:5    | FK Khazri Buzovna (I)         | 0:2      | 1:6       |

## Achtelfinale
|                             | Gesamt |                               | Hinspiel | Rückspiel |
| --------------------------- | ------ | ----------------------------- | -------- | --------- |
| MOİK Baku PFK (I)           | 3:6    | Neftçi Baku PFK (I)           | 2:3      | 1:3       |
| FK Qum adası (II)           | 2:7    | FK Qarabağ Ağdam (I)          | 1:2      | 1:5       |
| FK Samir Baku (III)         | 1:2    | FK Sumqayıt (I)               | 0:0      | 1:2       |
| FK Kəpəz (I)                | 4:1    | Polis Akademiyasi Baku FK (I) | 3:0      | 1:1       |
| FK Bərəkət Dəvəçi (II)      | 1:5    | PFK Turan Tovuz (I)           | 1:2      | 00:3 4    |
| FK Pambiqçi Bərdə (I)       | 0:6    | FK Fǝrid Baku (I)             | 00:3 4   | 00:3 4    |
| Baku Fəhləsi Maştağa FK (I) | 4:1    | FK Pambıqçı Neftçala (I)      | 2:0      | 2:1       |
| FK Kür-Nur Mingəçevir (I)   | 0:6    | FK Khazri Buzovna (I)         | 0:0      | 0:6       |

## Viertelfinale
|                              | Gesamt    |                       | Hinspiel | Rückspiel   |
| ---------------------------- | --------- | --------------------- | -------- | ----------- |
| Neftçi Baku PFK (I)          | (a)3:3(a) | FK Qarabağ Ağdam (I)  | 3:2      | 0:1         |
| FK Sumqayıt (I)              | (a)2:2(a) | FK Kəpəz (I)          | 2:1      | 0:1         |
| PFK Turan Tovuz (I)          | 0:1       | FK Fǝrid Baku (I)     | 0:0      | 0:1         |
| Baku Fəhləsi Maştağa FK (II) | 1:2       | FK Khazri Buzovna (I) | 1:0      | 0:1, 00:1 5 |

## Halbfinale
|                      | Gesamt |                       | Hinspiel | Rückspiel |
| -------------------- | ------ | --------------------- | -------- | --------- |
| FK Qarabağ Ağdam (I) | 1:3    | FK Kəpəz (I)          | 1:0      | 0:3       |
| FK Fǝrid Baku (I)    | 0:1    | FK Khazri Buzovna (I) | 0:0      | 0:1       |

## Finale
| Paarung   | FK Kəpəz – FK Khazri Buzovna |
| Ergebnis  | 1:0 (1:0)                    |
| Datum     | 28. Mai 1997                 |
| Stadion   | Tofiq-Bəhramov-Stadion, Baku |
| Zuschauer | 6.000                        |
| Tore      | 1:0 Xaliq Mərdanov (44.)     |